# Рауль де Креки
«Рауль де Креки, или Возвращение из крестовых походов» — большой пантомимный балет в пяти действиях; преромантический балет с обычным для такого жанра сюжетом о доблестных героях и безжалостных злодеях.

## Общие сведения
Сюжет взят из пьесы драматурга Ж. М. Монвеля (Буте).
Автор либретто и балетмейстер Шарль Дидло.
Композитор — Катерино Кавос, при участии его учеников Н. В. Сушкова и Т. В. Жучковского.
Первое представление: Петербург, Большой Каменный театр, 1819 г.
Балет был изначально поставлен с расчётом на исполнение главной партии Огюстом Пуаро.
Kарло Блазис, итальянский балетмейстер и педагог, работавший какое-то время в Москве, в своей книге «Танцы вообще. Балетные знаменитости и национальные танцы», ISBN 978-5-8114-0839-9, назвал этот балет одним из лучших в творчестве Шарля Дидло.
До этой постановки уже существовал балет на тот же сюжет и с таким же названием «Рауль де Креки», его поставил в 1791 году Сальваторе Вигано в Венеции, в театре «Сан-Самуэле» на музыку одноимённой оперы французского композитора Никола Далейрака.

## Действующие лица
- Граф Рауль де Креки
- Аделаида, его жена
- Морлакс, верный слуга графа
- Бодуин, племянник графа и его соперник
- Гумберт, его слуга
- Маргарита, молодая крестьянка
- Алин, её жених
- Генрих, отец Маргариты
- Рауль, старший сын графа
- Краон, младший сын графа
- Рыцарь Ренти
- Симон, рыбак
- Петр, рыбак
- Рыцари, дамы, солдаты, рыбаки.

## Сюжет
Сюжет балета заимствован из пьесы Ж. М. Монвеля о бароне Рауле де Креки, который, оставив беременную красавицу-жену, отправился в 1147 году с Людовиком VII в Крестовый поход. В Палестине он попадает в плен к сарацинам. Накануне казни ему является во сне Святая Дева Богородица и освобождает его от оков, а просыпается он… в родной Франции, среди своих крестьян. Тем временем его красавица жена, считая себя вдовой, собирается замуж за другого. И лишь когда нищий пилигрим на её свадьбе признается в том, что он на самом деле барон Рауль де Креки и в качестве доказательства достает половину кольца, другая половина которого находится у его жены, она узнает его и заново возлюбляет. Но и прежний возлюбленный не собирается так просто отступать, и герою приходится спасать жену от его посягательств. А за эти годы родился и вырос сын Рауля де Креки — отрада родителей.
Однако для постановки большого пятиактного балета Дидло несколько переиначил сюжет. Барон поменял титул на графа, обрели имена персонажи, прибавилось количество действующих лиц, действия перенеслись в различные художественно оформленные сцены — то скалистый морской берег, то крестьянская хижина, то прекрасный графский сад, то чудовищный каземат… А главная интрига завязывается вокруг любовных отношений с классическим треугольником: благородный герой, прекрасная возлюбленная и коварный соперник-предатель и обольститель.

### Сюжет постановки по либретто Ш.Дидло[4][9]
Действие первое. Рыбаки на берегу спасают своего господина-рыцаря графа Рауля де Креки, возвратившегося из Палестины, куда он ходил в Крестовый поход. Граф счастлив, что вернулся живым, но пока не хочет показываться жене Аделаиде, а, переодевшись пилигримом, поселяется в хижине рыбака Симона. К жене он отправляет с запиской своего верного слугу Морлакса. Сам же он собирается бороться со своим племянником и соперником, коварным Бодуином, желающим обольстить прекрасную Аделаиду. А тот как раз направляется к хижине Симона со своим злобным слугой Гумбертом и остальной свитой. Рауль не называет ему себя, представляясь пилигримом.
Действие второе. Цветущий сад перед графским замком, где красавица Аделаида в окружении двух сыновей тревожится за своего мужа Рауля. Она исполняет грустную песню, которую сочинил и посвятил ей любимый муж. Но вот появляется незнакомый пилигрим и… продолжает эту песню. Красавица жена узнает в нищем своего любимого супруга. Однако она не выдает его коварному злодею Бодуину и его злобному слуге Гумберту. Но — о ужас! — письмо, где сообщается, что друзья Рауля идут к нему на помощь, попадает в руки коварного злодея. Тайна Рауля раскрыта, он сбрасывает одеяния нищего и предстает во всем своем рыцарском величии. Вассалы и стража Бодуина хватают встретившихся супругов.
Действие третье. Башня на берегу, вокруг только море и скалы. В башне заточены прекрасная Аделаида со своими сыновьями. Бодуин самыми неимоверными и жестокими способами требует согласия Аделаиды на любовь к нему и брак с ним. Чтобы добиться любви прекрасной Аделаиды, он угрожает убить её младшего ребёнка Краона. Но верные друзья и крестьяне Рауля помогают Аделаиде и Краону спастись.
Действие четвёртое. В одиночной камере томится Рауль де Креки. Бодуин приказал его казнить. Однако Гумберта, стерегущего пленника, поят зельем новобрачные Маргарита и Алин, им помогают другие крестьяне. Когда Бодуин засыпает, они проникают в камеру, спасают своего любимого господина и убегают.
Действие пятое. В хижине спасшиеся Аделаида со своими сыновьями ждут исхода битвы. И вот, наконец, появляется победивший де Креки. Но не тут-то было. Коварный Бодуин опережает его и со своими вассалами врывается в хижину. Крестьяне вступают в неравную борьбу с врагами, но подоспевшие Раули — муж и старший сын — спасают прекрасную Аделаиду и Краона. Коварный Бодуин убит. Спектакль заканчивается торжеством победы героев, всеобщим ликованием и апофеозом.

## Постановки
5 мая 1819 — Большой театр, Санкт-Петербург, художники Иван Дранше, А. Е. Кондратьев, А. Каноппи (декорации), К. Бабини (костюмы), машины — Бюрсс, постановка сценических сражений — К. И. Гомбуров, дирижёр сам Кавос; в бенефис исполнителя главной партии Рауля де Креки Огюста; остальные исполнители: Е. И. Колосова — Аделаида, И. А. Шемаев — Бодуин, А. Н. Лихутина — Маргарита, Н. О. Гольц — Генрих или Симон, Я.Люстих — Придворный вельможа (рыцарь), М. Н. Иконина — придворная дама.
Балет выдержал более 100 представлений, давая полные сборы. Среди последующих исполнителей партию Аделаиды исполняла В. А. Зубова.
В 1825 году постановку балета перенёс в Москву А. П. Глушковский, московская премьера состоялась в Большом театре, по разным данным 16 или 23 октября 1825 года; художники И. Браун, И. Н. Иванов, В. В. Баранов, дирижёр Ф. Е. Шольц. Главную партию Рауля де Креки исполнил сам Глушковский, Аделаиду — его жена Т. И. Глушковская. В московской постановке участвовала А. И. Воронина-Иванова, немного позже роль Бодуина исполнял Ф. Бернаделли.
Больше балет не восстанавливался.